# امبوهیترامبو
امبوهیترامبو (به لاتین: Ambohitrambo) یک سکونتگاه مسکونی در ماداگاسکار است که در ایتاسی واقع شده‌است.

## خصوصیات
امبوهیترامبو ۱۰٬۰۰۰ نفر جمعیت دارد و ۱٬۳۱۱ متر بالاتر از سطح دریا واقع شده‌است.